# Cantó de Châlons-en-Champagne-2
El cantó de Châlons-en-Champagne-2 és un cantó francès del departament del Marne, situat al districte de Châlons-en-Champagne. Té 10 municipis i part del de Châlons-en-Champagne.

## Municipis
- Aigny
- Châlons-en-Champagne (part)
- Condé-sur-Marne
- Les Grandes-Loges
- Isse
- Juvigny
- Recy
- Saint-Étienne-au-Temple
- Saint-Martin-sur-le-Pré
- La Veuve
- Vraux

## Història
| Data d'elecció                           | Identitat         | Partit           | Qualitat |
| ---------------------------------------- | ----------------- | ---------------- | -------- |
| 1973-1988                                | Bruno Bourg-Broc  | UDR, després RPR |          |
| 1988-2011                                | Philippe Michelot | RPR, després PR  |          |
| 2011-                                    | Rudy Namur        | PS               |          |
| les dades anteriors no són pas conegudes |                   |                  |          |
|                                          |                   |                  |          |